# Lophuromys dudui
Lophuromys dudui is een knaagdier uit het geslacht Lophuromys dat voorkomt in het noordoosten van de Democratische Republiek Congo, van Kisangani tot de oostelijke bergen en van Garamba, Blukwa en Djugu tot Irangi. Deze soort behoort tot het ondergeslacht Lophuromys en is daarbinnen verwant aan L. aquilus. Lophuromys dudui behoort tot de gevlekte soorten van Lophuromys met een korte staart en is te herkennen aan de kleine schedel, korte kiezen, korte oren en korte achtervoeten.